# Монт'Ест (Рим)
Монт'Ест је насеље у Италији у округу Рим, региону Лацио.
Према процени из 2011. у насељу је живело 43 становника. Насеље се налази на надморској висини од 272 м.